# Vlag van Sharjah

Vlag van het emiraat Sharjah

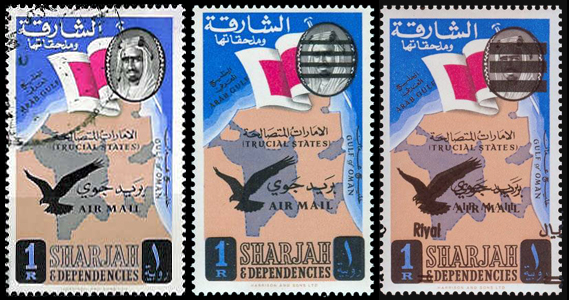
Vlag van Sharjah afgebeeld op een postzegel van Sharjah uit 1963.

De vlag van Sharjah is de vlag van het emiraat Sharjah. Onder het Britse protectoraat vanaf 1820 werd besloten de emiraten van elkaar te onderscheiden: diegenen die een vriendschapsverdrag met de Britten sloten, moesten een wit veld toevoegen aan hun rode vlag; de anderen behielden hun rode vlaggen.
In de General Maritime Treaty van 1820 lieten de Britten twee vormen van witte kleur toe, toegevoegd aan de rode vlaggen der Arabieren. 
- Vlag nummer 1 of flag number one: een witte strook aan de mast en driemaal zo brede rode strook. Dit was de vlag voor Dubai, Abu Dhabi, Ajman en Umm al-Qaiwain.
- Vlag nummer 2 of flag number two: een witte band rondom een rode rechthoek. Dit was de vlag voor Sharjah, Ras al-Khaimah, en Kalba. De moderne vlag van Sharjah is een variant van Vlag nummer 2.

## Beschrijving
De beschrijving van de vlag zou als volgt kunnen luiden: 
Een rechthoekige vlag bestaande uit rood veld met witte rand; waarbij de hoogte-breedteverhouding van de vlag 1:2 is.

## Verwante afbeeldingen

Wapen van Sharjah
Vlag van Ras al-Khaimah
Vlag van Kalba (1921–1952)